# Schwentinental
Schwentinental er en by i det nordlige Tyskland, beliggende sydøst for Kiel under Kreis Plön. Kreis Plön ligger i delstaten Slesvig-Holsten.

## Geografi
Kommunen strækker sig ca. 10 km langs det nedre løb af floden Schwentine mellem Holstensk Schweiz' og Schwentines udmunding i Kiel. Bykommunen blev oprettet i 2008 ved en sammenlægning af de amtsfrie kommuner Raisdorf og Klausdorf.